# 화천어린이도서관
화천어린이도서관은 강원특별자치도 화천군에 있는 어린이 도서관이다.

## 연혁
- 2016년 10월 14일 개관.

## 이용 안내
이용 시간
- 화~일요일 10:00 ~ 20:00

휴관일
- 매주 월요일 및 법정공휴일